# شافاریک ۸۳۳۶
سیارک ۸۳۳۶ (به انگلیسی: 8336 Safarik، نامگذاری:1984SK1) هشت هزار و سیصد و سی و ششمین سیارک کشف شده‌است که در ۲۷ سپتامبر ۱۹۸۴ کشف شد.
قدر مطلق سیارک برابر ۱۳٫۰۰ است.